# Nordenfalk
Nordenfalk es una familia de la nobleza sueca con orígenes en la parroquia de Kånna, Dragaryd en Småland, una rama de que cual tiene rango de barón. 

## Familia baronial Nordenfalk
El hijo mayor, Johan Nordenfalk, fue elevado a barón en 1838 según la forma de gobierno de 1809, en atención a la cual sólo el primogénito ostenta la dignidad de barón. 

### Blasonamiento
… Un sable doblemente hendido, del que surgen tres campos igualmente anchos, de los cuales el del medio, de oro, representa un halcón mirando hacia la derecha con su color natural y una banda roja ondeando alrededor del cuello. Los otros dos campos a la derecha y a la izquierda son azules, y en cada uno de ellos se puede ver un billete de plata vertical.…

### Genealogía
Johan Nordenfalk se casó en 1828 con Maria Risellschiöld, heredera de la propiedad de la mansión de Blekhem. De ellos descienden todos los descendientes posteriores:
Johan Nordenfalk (1796-1846), uno de los señores del reino, barón en 1838, funcionario y político; Ministro de Justicia 1844-1846, casado con Maria Risellschiöld
1. Carl Johan (1829-1830)
2. Johan Nordenfalk dy (1830-1901), barón a la muerte de su padre en 1846, miembro del Parlamento.
  1. María Sofía Lovisa, nacida en 1858, casada con Gustaf Leonard Reuterskiöld
  2. Anna Augusta, (1863-1929), dama de honor de la princesa heredera Viktoria, casada con el conde Magnus Per Brahe
  3. Elsa Sara María nacida en 1865, fallecida soltera en 1919
  4. Johan Axel, nacido en 1866. Chambelán del gabinete, barón a la muerte de su padre en 1901 . Casado con Hedvig Reuterskiöld
    1. Anna Mary Louise, casada con Gösta August Cecil Reuterswärd
    2. Elsa Dagmar, casada con Lars Axel von Stockenström
    3. Anna Elisabet, casada con el capitán Carl Gripenstedt
    4. Johan Axel Erland, (1897-1980), barón a la muerte de su padre, fiscal de la corte, director de la editorial Norstedt, casado con Stina Thérèse Ottilia Otile Eriksdotter Rålamb
      1. María Luisa, nacida en 1921
      2. Hedwig Christina Madeleine, nacida en 1923
      3. Ingegerd Gunvor Terese, nacida en 1927
      4. Johan Nordenfalk, (1934-2020), barón a la muerte de su padre, secretario de Estado y embajador. [1]
        1. Carl Johan Philip Sixten Nordenfalk, barón y abogado, presidente de Campus Manilla Utbildning AB, miembro de Blekhems Egendom Aktiebolag, Skabersjö Gods AB, con varias empresas. Casado en 2006 con Estelle Milbourne, hija de Charles Milburne y Gunilla Tham Milburne [2]

    5. Gunhild Cecilia, casada con el barón Carl Erik von Platen
    6. Hedvig Emilie Charlotte, casada con Axel Fredrik Mannerskantz
    7. Carl Adam Johan, (1907-1992)
      1. Margarita, nacida en 1935
      2. Erland, nacido en 1941
      3. Anna Katarina, nacida en 1943
3. Carl Olof Christian Johan Falk Nordenfalk (1833-1909), casado con la condesa Sophie Christina Augusta Emilia Piper
4. Gustaf Erland Johan, (1834-1878) casado con Edla Carolina Elisabet d'Albedyhll
5. Sofía María (1836-1895) casada con Adolf Vilhelm Roos
6. Ida Blenda (1838-1865) casada con Claes Hjalmar Kreüger
7. Otto Vilhelm Claes Johan, (1840-1903). Teniente coronel, casado con la baronesa Sigrid Honorine Cecilia Sparre núm. 11 (1843-1929)
  1. Annie Sigrid María, (nacida en 1871). Casada con el propietario del molino Ludvig Lorichs
  2. Otto Erland Carl Johan, (nacido en 1880) Casado en 1914 con Elsa Dagmar Gleerup, sin hijos.

## La mansión de Blekhem
Blekhem fue renovado extensamente en la década de 1850, la renovación de los interiores finalizó en 1902, hoy es propiedad del barón Carl Johan Philip Sixten Nordenfalk, quien gestiona directamente la agricultura, la silvicultura, el alquiler de propiedades, el turismo y una fábrica de carpintería. 

### Otras fuentes
- Nordenfalk en adelsvapen.com
- Gabriel Anrep, Las mesas familiares de la nobleza sueca
- Base de datos de armas y familia de Riddarhuset
- la familia Noreen en genealogías suecas del año 1890, Archivos Nacionales 1890
- La familia Noreen, Arvid Noreen, Uppsala 1917

- Datos: Q18244688
- Multimedia: House of Nordenfalk / Q18244688